# Onze-Lieve-Vrouw Onbevlekt Ontvangenkerk (Overveen)
De O.L.Vrouw Onbevlekt Ontvangenkerk is een neogotische rooms-katholieke kerk uit 1856 in de Noord-Hollandse plaats Overveen. Het kerkgebouw en de bijhorende pastorie zijn ontworpen door Theo Molkenboer. De beide gebouwen zijn sinds 1976 beschermd als rijksmonument.
Het interieur is grotendeels van hout, met alleen natuurstenen poeren waarop de houten pilaren rusten. Tegen de toren staat een tweeklaviers orgel van Lodewijk Ypma uit 1856, met achttien registers en een aangehangen pedaal. Nabij het koor staat een bronzen doopvont uit 1887 van de hand van Jan Hendrik Brom.

## Afbeeldingen

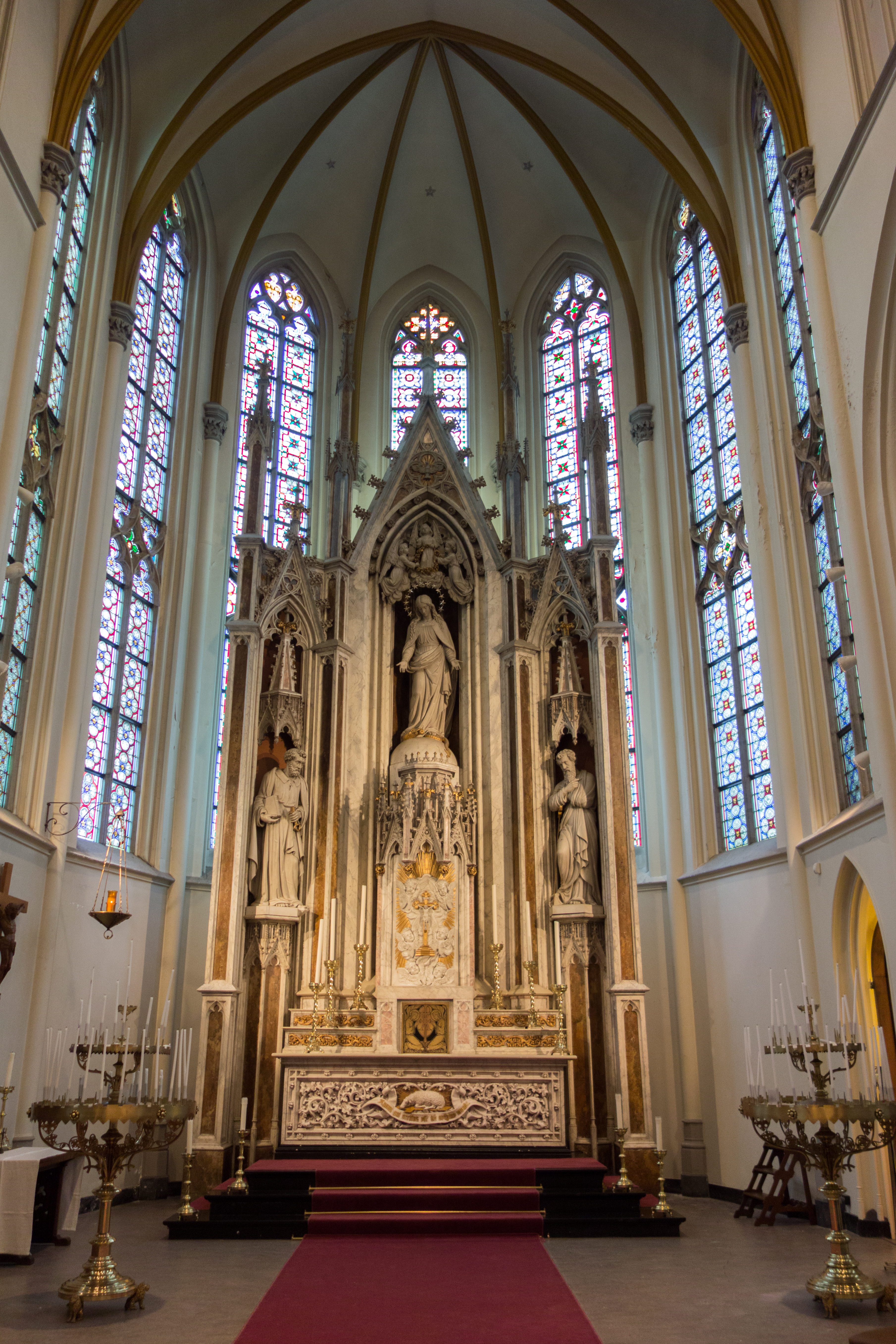
Hoofdaltaar
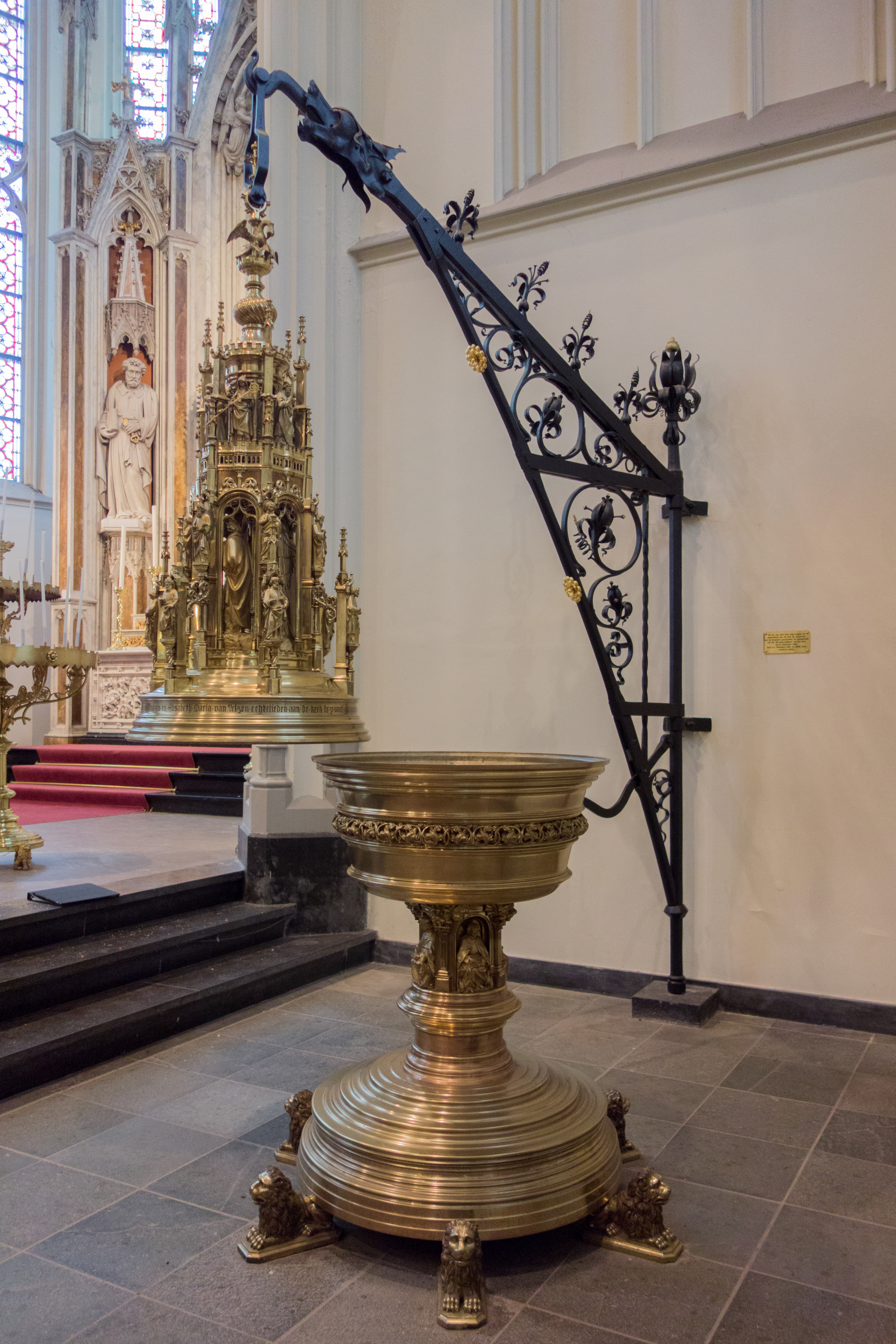
Geopende doopvont
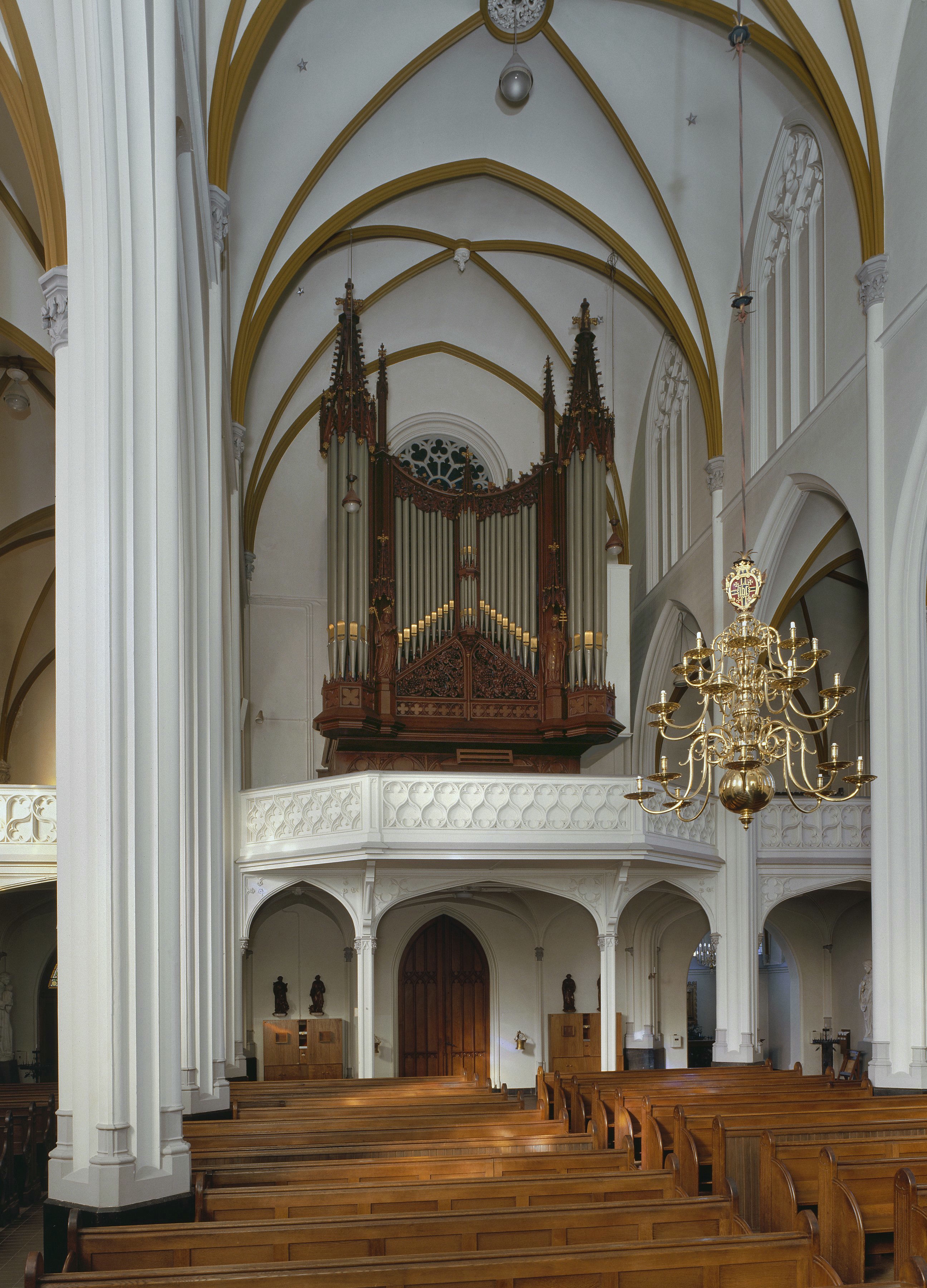
Ypma-orgel